# 물야초등학교 오전분교
물야초등학교 오전분교는 대한민국 경상북도 봉화군 물야면 오전리 869에 있었던 초등학교이다.

## 연혁
- 1967년 9월 7일 물야국민학교 오전분교장 개교
- 1968년 9월 1일 오전국민학교 설립인가
- 1968년 9월 9일 오전국민학교 개교(6학급)
- 1994년 2월 14일 제25회 졸업식(총 968명)
- 1994년 9월 1일 물야초등학교 오전분교장
- 1997년 3월 1일 폐교